# Ali Score
Alister James Score (Reino Unido, 8 de Agosto de 1955)conhecido apenas como Ali Score, é um baterista britânico, mais conhecido como baterista original da banda de new wave A Flock Of Seagulls, que alcançou sucesso mundial no início da década de 1980. Ele também é irmão do músico Mike Score, vocalista da mesma banda.

## Biografia
Nascido em Beverley, East Riding of Yorkshire, na Inglaterra, em 8 de Agosto de 1955, Ali é irmão mais velho de Mike Score, conhecido por ser o vocalista, tecladista e guitarrista de apoio da banda A Flock Of Seagulls.
Ali demorou muito para aprender a tocar bateria, mas antes do surgimento da banda A Flock Of Seagulls, Score fez brevemente parte de uma banda chamada Whisky, que durou pouco tempo, após a saída de seu irmão de uma banda chamada Tontrix, seu irmão o convida para participar de sua banda tocando bateria. A banda tinha a formação original tendo Mike no vocal, Ali na bateria, Frank Maudsley no baixo e Willie Woo na guitarra, pouco tempo depois da banda ser fundada Ali teve uma briga com seu irmão e saiu da banda, sendo substituído por Mark Edmondson, mas, pouco tempo depois os irmãos se entenderam e Mark junto com Willie deixaram a banda, dando lugar à Paul Reynolds.
A popularidade do grupo subiu no início da década de 1980 com o lançamento de "(It's Not Me) Talking" em 1981 e em 1982 a canção "I Ran (So Far Away)" que liderou o ranking na Austrália e alcançou os números sete e nove na Nova Zelândia e nos Estados Unidos, respectivamente, e conseguindo chegar ao top 40 de seu país natal (Reino Unido).
Em 1982 a banda lançou seu primeiro álbum, A Flock Of Seagulls, que obteve sucesso mundial e fez com que a banda começasse a fazer turnê pelo mundo.
Em 1983 a banda lançou o álbum Listen que continha o single "Wishing (If I Had a Photograph of You)", que atingiu o Top 10 no Reino Unido, nos EUA alcançou o Top 30 da Billboard Hot 100, 8ª posição na África do Sul e número 1 na França.[8]
No mesmo ano a banda fez turnês acompanhada com a banda The Police, o que contribuiu para a banda ser mais conhecida.[5]
Em 1984 a banda lançou seu terceiro álbum, The Story of a Young Heart, com "The More You Live, The More You Love" como o primeiro single, o mesmo entrou no Top 40 no Reino Unido e em vários outros países, como Alemanha e Nova Zelândia. Nos Estados Unidos , alcançou o pico 56 e # 10 nos EUA Billboard Hot 100 e Mainstream Rock Tracks,respectivamente. "The More You Live, o More You Love" teve sucesso semelhante na Bélgica (Flandres), onde também alcançou o 10º lugar. No mesmo ano Paul Reynolds deixa a banda.[6]
Ali e Mike queriam estabelecer a banda na Filadélfia, Pensilvânia. Com um sucesso anterior nos Estados Unidos, ambos os irmãos acharam que deixando a Inglaterra para uma nova vida na América era a solução perfeita. Com a popularidade dos dois primeiros álbuns e o nome "A Flock of Seagulls" ainda sendo valorizado, eles fizeram 4 shows seguidos na Filadélfia. Mike, Ali e Frank Maudsley concorreram e foram agraciados condicionalmente com green cards, baseando-se no status de celebridade sob a classificação de visto O-1. A aprovação condicional foi garantida aos três integrantes, que se estabeleceram na Filadélfia.
Frank ficou desiludido vivendo em uma cidade estranha; ele amava o A Flock of Seagulls, mas não possuía família. Sentindo falta do Reino Unido, ele acabou retornando à Inglaterra. Mike e Ali permaneceram na Filadélfia e satisfizeram os termos do visto. Com Frank na Grã-Bretanha e os irmãos Score nos Estados Unidos, parecia que a banda havia se dividido em dois campos. De fato, era Frank quem mantinha a comunicação da banda. Infelizmente, os irmãos tiveram uma briga, fazendo com que Mike se tornasse o único membro restante da formação original, e que Ali se mudasse para Boston. Ali tocou em uma banda de hard rock e depois passou a trabalhar em uma companhia de computadores em Cambridge, uma vez que o visto o tornara um residente permanente.
Anos depois, em 2003, Ali e os ex-membros se juntaram com seu irmão para fazer um show em Londres para o programa Bands Reunited do canal VH1, isso ajudou a resolver os mal entendidos entre Ali e seu irmão.
Em 2018 Ali retornou a banda para gravar um álbum novo com a formação completa, algo que não acontecia desde 1984, o álbum ''Ascension'' foi gravado com a Orquestra Filarmônica de Praga e já está disponível para comprar.

## Discografia
Com A Flock of Seagulls
- A Flock Of Seagulls (1982)
- Listen (1983)
- The Story of a Young Heart (1984)
- Ascension (2018)
- String Theory (2021)